# Islam en homoseksualiteit

Een kaart waarin aangegeven het stemgedrag van lidstaten aangaande rechten voor homo's geeft aan dat de islamitische wereld wezenlijk anders denkt dan bijvoorbeeld de westerse wereld.
----
Steun voor meer homorechten in de VN: Landen die in 2011 de LGBT rights declaration in the General Assembly steunden (94 lidstaten)
Tegenstander van meer homorechten in de VN: Landen die in 2008 een verklaring tekenden tegen rechten voor lgbt'ers (54 lidstaten)
Overige: Landen die geen van beide verklaringen ondersteunden (46 lidstaten).

Dit artikel gaat over visies op homoseksualiteit in de islam. Hieronder worden de standpunten van moslims van diverse islamitische geloofsrichtingen besproken. Alhoewel er binnen deze richtingen een waaier van houdingen te ontwaren valt, beschouwen de meeste moslims homoseksualiteit (als belevenis van een seksuele gerichtheid) niet als evenwaardig ten opzichte van heteroseksualiteit. In het algemeen kan gezegd worden dat publiekelijk veel moslims moeite hebben met homoseksualiteit.

## Islamitische visies
In het algemeen beschouwen moslims die hetero zijn homoseksualiteit als een keuze. Homoseksuele neigingen kunnen zich volgens deze moslims op diverse manieren manifesteren, van overspel tot verkrachting en van necrofilie tot bestialiteit. Deze neigingen kunnen volgens deze moslims voortkomen uit influisteringen van djinn (kwade geesten), invloed uit de media of zelfs uit menselijk gepraat dan wel direct contact.
Moslimgeleerden schrijven ouders voor om hun kinderen op tienjarige leeftijd niet in hetzelfde bed te laten slapen (om homoseksuele experimenten te voorkomen).
Als homoseksualiteit genetisch bepaald is dan zijn er twee belangrijke overwegingen:
- De eerste is dat God aan ieder mens een opdracht meegeeft om te overwinnen. Bij een homoseksueel zou deze opdracht zijn geaardheid te overwinnen kunnen zijn. Gods opdracht is altijd uitvoerbaar, maar hoeft zeker geen makkelijke opgave te zijn. Het zou echter ook kunnen dat homoseksualiteit niet te overwinnen is en daarmee geen Goddelijke opdracht.
- Het tweede dat meegewogen moet worden is dat God een mens hoogstwaarschijnlijk niet zal straffen voor iets wat Hij de mens zelf heeft meegegeven.

Mohammed heeft volgens een Hadith gezegd: wie kan trouwen (hier wordt een huwelijk tussen een man en een vrouw bedoeld), moet trouwen. Hieruit zou eveneens beredeneerd kunnen worden dat als homoseksualiteit een aangeboren eigenschap is en vanuit die gedachte iemand geen geslachtsgemeenschap wil hebben met een persoon van het andere geslacht, dat deze persoon in de onmogelijkheid is om te trouwen. Bij het huwelijk is namelijk seksualiteit ingesloten, iets wat deze persoon niet kan bieden aan een partner van het andere geslacht. Op grond van deze redenatie behoeft deze persoon niet te trouwen. Ook enkele profeten, zoals Isa en Jahja, waren ongetrouwd, ze werden daartoe niet verplicht door anderen en werden niet verworpen door de gemeenschap.
Een huwelijk tussen een man en een vrouw waarbij een van de partners feitelijk geen gevoelens heeft voor de ander wordt in principe als haram beschouwd. Binnen het huwelijk heeft zowel de man als de vrouw recht op seksualiteit en liefde, iets wat niet geboden kan worden als een van de partners geen daadwerkelijke gevoelens kan opbrengen voor de ander op grond van bijvoorbeeld homoseksualiteit.

### Zina'
Binnen de islam worden buitenechtelijke seksuele handelingen tot de zina' gerekend, waarop volgens de sharia een vaste straf staat, de zogenoemde hadd. De Koran stelt in soera Het Licht 2 het volgende betreffende ongeoorloofde seksuele betrekkingen:
De ontuchtige vrouw en de ontuchtige man, geselt beiden met honderd slagen. En laat medelijden met hen u van de gehoorzaamheid aan God niet afhouden indien gij in God en de Laatste Dag gelooft. En laat een aantal gelovigen getuige zijn van hun bestraffing.
Op de betreffende aya is naskh van toepassing; ondanks dat het lijkt alsof de vastgestelde straf geseling betreft, wordt vanuit de Traditie steniging voorgeschreven voor gehuwden; geseling zou alleen betrekking hebben om ongehuwden.
Ontucht kan, indien de schuldige niet vrijwillig een bekentenis aflegt, volgens de islamitische wet zoals gesteld in de Koran, alleen bewezen worden als vier mannelijke getuigen, die aan alle wettelijke eisen moeten voldoen, de beschuldiging bevestigen. Omdat van de getuigen verwacht wordt een getuigenis tot in de kleinste details af te leggen is toepassing van de hadd wegens ontucht feitelijk bijna onmogelijk, tenzij de schuldige zelf bereid is een belastende verklaring tegen zichzelf af te leggen. Minderjarigen en geestelijk gehandicapten worden slechts door de rechter berispt.
In de praktijk wordt de straf dan ook nauwelijks ten uitvoer gebracht vanwege de strenge eisen aan de procedure.

## Rollen
Vaak wordt er door moslims onderscheid gemaakt tussen de "verschaffende, actieve" en "ontvangende, passieve" partij. Slechts degene die ontvangt en daarmee als vrouw gezien kan worden, wordt in dit geval gestigmatiseerd ("manjuk"). Wie een "gevende, actieve" rol speelt geldt nog steeds als hetero, mits hij zich in het openbare leven maar als heteroman gedraagt en een gezin sticht. Sommige moslims hebben grote moeite met de 'ontvangende' partij, juist door deze gedachtegang om man te blijven. Ook bestaan er grote groepen moslims die ieder homoseksueel contact verwerpen.

### Beschuldigingen
Doordat veel moslims negatief staan tegenover homoseksualiteit, bestaan er verschillende beschuldigingen die gebruikt worden. Enkele daarvan zijn:
- Homoseksualiteit is een besmettelijke ziekte.
- Homoseksuelen worden beschuldigd van het veroorzaken en verspreiden van aids.
- Homoseksuelen worden bekritiseerd omdat ze volgens sommige moslims vrouwelijkheid imiteren. Mohammed zou mannen vervloekt hebben die zich vrouwelijk gedroegen en vrouwen die zich mannelijk gedroegen.
- Wetenschappers en biologen worden bekritiseerd, vanwege de conclusie die zij uit genetische onderzoeken trekken dat homoseksualiteit géén keuze is.
- Door homoseksualiteit kan men zich niet voortplanten.

## Homoseksualiteit in de Koran en Ahadith
De Koran geeft in verschillende ayat aanleiding om homoseksualiteit te veroordelen. Deze citaten zijn voor vele moslims reden om de geaardheid te verbieden. Sommige moslims (onder meer Omar Nahas, stichter van de Stichting Yoesuf) zijn van mening dat de aangehaalde verzen over Lot niet noodzakelijkerwijs gaan over een bestraffing wegens homoseksualiteit of homoseksuele handelingen, maar eerder over een schending van het recht van gasten op veiligheid en bescherming van hun lichamelijke (en geestelijke) integriteit.
Daarnaast zijn er ook ayat die lijken te wijzen op een tolerantie ten opzichte van homoseksualiteit. Deze passages hebben echter uitsluitend betrekking op het Paradijs, en worden voor de aardse situatie dan ook weinig aangehaald. In deze ayat wordt beschreven dat in het Paradijs jonge lieden zullen zijn die mooier zijn dan de mooiste parels. In ogenschouw moet genomen worden dat aardse zonden in het Paradijs niet voorkomen, waardoor het mogelijk zou kunnen zijn dat homoseksualiteit in het Paradijs aanvaard wordt. Dit valt echter niet te controleren en mocht dit al zo zijn, dan is het geen vrijbrief om op aarde, waar zonden wel bestaan, te doen wat in het Paradijs toegestaan zou zijn.

### Ayat ter verwerping
- Soera De Vrouwen 15-16

"En voor degenen uwer vrouwen, die zich aan ontucht schuldig maken, roept vier uwer als getuigen tegen haar en als zij getuigen, sluit haar dan in de huizen op, totdat de dood haar achterhaalt, of totdat God haar een weg opent. En als twee te midden van u zich hieraan schuldig maken, straft hen beiden. En als zij berouw hebben en zich verbeteren, laat hen dan met rust, voorzeker, God is Berouwaanvaardend, Genadevol. "
- Soera De Hoogten 80-82

"Gij nadert met wellust mannen, in plaats van vrouwen. Neen, gij zijt een volk dat de perken te buiten gaat." Het antwoord van zijn volk was slechts: "Verdrijft hen uit uw stad, want zij zijn mannen die zich rein willen houden."
- Soera De Dichters 165-175

"Nadert gij van alle schepselen de mannen? En verlaat gij uw vrouwen, die uw Heer voor u heeft geschapen? Neen, gij zijt een volk dat de perken te buiten gaat." Zij zeiden: "Als gij niet ophoudt, o Lot, zult gij zeker worden verbannen." Hij zeide: "Waarlijk, ik veracht uw handelwijze." Mijn Heer, red mij en mijn familie van hetgeen zij doen." Daarom redden Wij hem en zijn hele gezin. Behalve een oude vrouw die achterbleef. Daarna vernietigden Wij de anderen. En Wij deden een regen op hen regenen, en vreselijk was de regen voor hen, die waren gewaarschuwd. Daarin is waarlijk een teken maar de meesten hunner willen niet geloven. En voorwaar, uw Heer is de Machtige, de Genadevolle.
- Soera De Mieren 55-58

Nadert gij wellustig de mannen in plaats van de vrouwen? Neen, gij zijt een onwetend volk." Maar het antwoord van zijn volk was niets anders dan dat zij zeiden: "Verdrijft Lots familie uit uw stad want zij zijn mensen, die zich rein willen houden." Daarom redden Wij hem en zijn familie behalve zijn vrouw; Wij deden haar tot de achterblijvenden behoren. En Wij deden een regen over hen komen, en vreselijk was de regen voor de gewaarschuwden.
- Soera De Spin 28-29

En toen Lot tot zijn volk zeide: "Gij verricht een gruweldaad die niemand onder het mensdom ooit vóór u heeft begaan. Nadert gij mannen met wellust en rooft gij op de weg, en begaat gij zelfs gruweldaden in uw bijeenkomsten?" Maar het antwoord van zijn volk was niet anders dan dat zij zeiden: "Breng de straf van God over ons als gij de waarheid spreekt..."

### Ayat uit de Koran die geen uitsluitsel geven
- Soera De Berg 21-27

"En met de gelovigen zullen Wij hun nageslacht, dat hun in het geloof volgt, verenigen. En Wij zullen zeker niets aan hun werken afdoen. Elk mens is onderpand voor zijn daden. En Wij zullen hun een overvloed van fruit en vlees schenken, volgens hun wensen. Daar zullen zij elkaar een beker van hand tot hand reiken waarin ijdelheid noch zonde zal zijn. En er zullen jonge lieden rondgaan alsof zij welbewaakte parels zijn. En zij zullen zich vragend tot elkaar wenden. Zij zullen zeggen: "Voorheen vreesden wij ter wille van onze families. Maar God is ons genadig geweest en heeft ons voor de marteling van de brandende wind behoed." "
- Soera De Onoverkomelijke Gebeurtenis 17-26

"Daar zullen jonge lieden onder hen rondgaan die niet zullen verouderen. Met bekers, kannen en kopjes gevuld uit een zilveren bron – Zij zullen daarvan geen hoofdpijn krijgen noch zullen zij dronken worden – En met fruit dat zij het liefst hebben – En met vlees van vogelen dat zij begeren. En er zullen schonen zijn met grote, mooie ogen, Als verscholen parels. Als beloning voor wat zij plachten te doen. Zij zullen daar geen ijdele gesprekken of zondige taal horen, doch het woord "vrede, vrede." "
- Soera De Mens 11-22

"En Hij zal hen voor hun standvastigheid belonen met een tuin en kleren van zijde, zich daarin nedervlijende op banken zullen zij het noch te koud noch te warm hebben. En de schaduw der bomen zal dicht over hen zijn en de trossen fruit zullen gemakkelijk bereikbaar worden gemaakt. En zilveren vaten zullen aan hen worden rondgegeven worden, en bekers, kristalhelder, uit zilver, in de juiste maat vervaardigd. En daarin zal hun een drank worden gegeven, vermengd met gember van een bron genaamd Salsabiel. En jonge lieden, die niet verouderen, zullen om hen rondgaan (om hen te bedienen). Wanneer gij hen ziet, denkt gij dat zij verstrooide paarlen zijn. En waarheen gij ook kijkt, zult gij een zaligheid voelen en een groot koninkrijk aanschouwen. Zij zullen klederen van fijne groene zijde en zwaar brokaat dragen en zilveren armbanden. En hun Heer zal hun een zuivere drank geven. Hij zal zeggen: "Dit is uw loon, omdat uw streven waardevol was." "
Deze drie ayat duiden een situatie in het nawereldse leven aan, in het paradijs waarin de rechtvaardigen worden bediend door jonguitziende lieden. Er is echter geen bewijs voor enige seksuele relatie tussen mannen en mannen. Daaroverheen komt dat er geen specificatie in de ayat is gegeven of de jonguitziende lieden alleen mannen of zowel mannen als vrouwen bedienen.

### Ayat uit de Koran ter verdraagzaamheid
- Soera Hōed 11:74 - 11:76

En toen de vrees Abraham verliet en de blijde tijding tot hem kwam, begon hij met ons over het volk van Lot te redetwisten. Abraham was inderdaad verdraagzaam, zachtmoedig en wendde zich dikwijls (tot God). O Abraham, wend u hiervan af. Het gebod van uw Heer is uitgegaan en een onafwendbare straf komt over hen.

### Ahadith
Verschillende Ahadith zijn van toepassing op homoseksualiteit en het taboe daaromtrent. Eerder genoemd werd al wie kan trouwen, moet trouwen (Bukhari, volume 7, Boek 62, nummer 4). Drie andere Ahadith die betrekking kunnen hebben op homoseksualiteit zijn:
- Als iemand van jullie zich schuldig maakt aan enige immoraliteit, het is beter dat het verborgen blijft achter Gods gordijn, maar als hij het ons onthult, zullen wij zeker Gods wet op hem toepassen (Maududi 3:305).
- De dienaar die de fouten van een ander in het verborgene houdt, diens fouten zullen door God in het verborgene blijven op de Dag des oordeels (Muslim 6267).
- Iedere moslim wordt de veiligheid gegarandeerd, behalve zij die het verborgene openbaar maken. Zoiets kan zijn als iemand 's nachts iets heeft begaan en 's morgens, als God je gesluierd heeft, te zeggen: "Oh zo-en-zo! Ik deed gisteren dit-en-dat," Gods sluier weg te halen in de morgen nadien, nadat God je gesluierd had in de avond ervoor (Bukhari 5721).

De volgende Hadith gaat zeker over homoseksualiteit. Volgens de overlevering zei Mohammed dat bij seksuele handelingen tussen twee mannen zowel de passieve als actieve partner ter dood gebracht moeten worden.
- Als je mensen vindt die doen zoals de mensen van Lot, dood dan degene die het doet en degene bij wie het gedaan wordt (Sunan ibn Majah 2561, Sunan Abi Dawud 4462, Jami at-Tirmidhi 1456).

## Situatie van homo's en islam wereldwijd

### Vervolging

Juridische positie van homoseksuelen wereldwijd.

In bepaalde delen van de wereld worden ook heden ten dage nog homoseksuelen vervolgd in naam van de islam. Anaal verkeer (meer algemeen, sodomie) blijft op veel plaatsen een serieuze misdaad, zowel tussen hetero- als homoseksuelen. Op homoseksualiteit stond in 2003 de doodstraf in de volgende op islamitische leest geschoeide landen: Iran, Jemen, Mauritanië, Nigeria (in het noorden), Saoedi-Arabië, Soedan en de Verenigde Arabische Emiraten. Levenslange gevangenisstraffen konden worden gegeven in Pakistan, Bangladesh en de Maldiven. In 2021 is de doodstraf alleen nog van toepassing in Iran; voor levenslang zijn dit Mauritanië, Nigeria (in het noorden) en Saoedi-Arabië.
De geestelijk leider moefti Talgat Tajuddin van Rusland is van mening dat homo's geen rechten behoren te hebben en voorspelde een protest dat in omvang groter zou zijn dan de rellen rondom de gewraakte moslimcartoons, terwijl er juist in zijn gebied geen rellen zijn geweest omtrent de cartoons.

### Turkstalige, islamitische landen

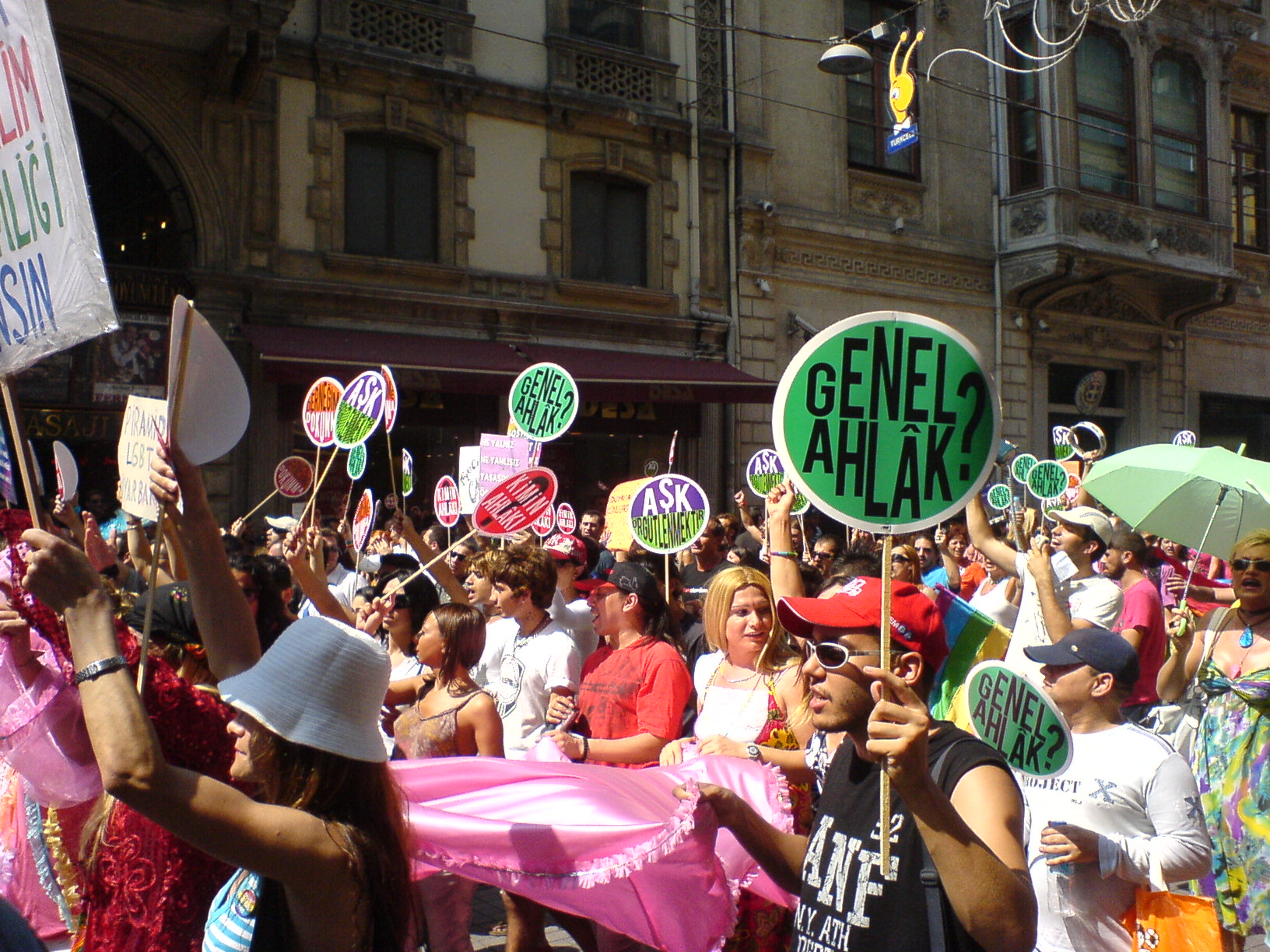
De Gaypride in Istanboel, sinds 1993 de eerste in een islamitisch land, en de grootste van heel Oost-Europa met in 2013 meer dan 100.000 deelnemers.

Turkije (het Ottomaanse Rijk) was een van de eerste landen in de wereld die homoseksualiteit legaliseerden, in 1858. In Europa waren enkel Frankrijk, Nederland en België eerder met het legaliseren van homoseksualiteit. Wettelijke bescherming van homoseksuelen zoals in de meeste EU-lidstaten is er in Turkije echter nooit gekomen. In de Turkstalige landen verloopt de homo-emancipatie in vergelijking met andere islamitische landen relatief goed. In Istanboel en de meeste andere grotere Turkse steden vindt men al jaren homobars, die soms de wind mee en soms de wind tegen hebben van de lokale overheden. Vaak worden zij om onduidelijke redenen gesloten, om later weer om net zo onduidelijke redenen open te mogen, mogelijk heeft dit met verkiezingspolitiek te maken.
In Ottomaanse literaire kringen was het schrijven over homoseksualiteit al geen zonde en veel Turkse tv-presentatoren, modeontwerpers, muzikanten en schrijvers zijn openlijk homoseksueel of verwerken homoseksualiteit in hun werk. Over het algemeen wordt hier door de Turkse media echter weinig aandacht aan besteed. Tegenwoordig is homoactivisme niet meer verboden, hoewel het zeker niet wordt ondersteund vanuit de overheid. Turkije was in de jaren negentig het eerste islamitische land waar een gay pride werd gehouden. De İstanbul Pride is sindsdien uitgegroeid tot de grootste van heel Oost-Europa met in 2011 meer dan 10.000 en in 2013 meer dan 100.000 deelnemers. In 2011 werden in zes verschillende Turkse steden gay prides gehouden. Deze verliepen, in tegenstelling tot de gay prides in katholieke en orthodoxe Oost-Europese landen dat jaar, zonder incidenten. In Ankara werd in 2011 zelfs de eerste Iraanse gay pride parade gehouden, als onderdeel van een grotere demonstratie. De Turkse samenleving kenmerkt zich ten aanzien van homoseksuelen en transgenders door het massaal 'wegkijken', hierdoor is het voor homoseksuelen in grote steden als Istanboel mogelijk om een relatief ongestoord leven te leiden, maar hebben zij tegelijkertijd grote moeite om hun rechten op te eisen en een stem te krijgen in het publieke debat.
In Turkije worden homoseksuele contacten soms ook gedoogd als mogelijkheid voor jongens om 'ervaring op te doen', voordat ze een relatie met een vrouw aangaan. Discriminatie en het trouwen onder dwang van de familie is echter nog een veelvoorkomend probleem, soms wordt de persoon in kwestie uit de familie verstoten als hij of zij niet huwt. Net zoals in andere landen met een sterke familiecultuur, zoals de VS en Japan, zijn er in Turkije veel schijnhuwelijken tussen homo's en lesbiennes. Zolang dit niet wordt opgemerkt door mensen buiten de familie wordt dit vaak getolereerd, waardoor zij toch een bepaalde mate van vrijheid kunnen ervaren zonder hun familie te verliezen. Hierdoor verliezen ze wel hun plaats in de hiërarchie van de familie en clan, omdat zij waarschijnlijk geen kinderen zullen voortbrengen. In zeer conservatieve kringen vindt eerwraak nog steeds plaats. De vader, broer of een ander mannelijk familielid doet dan een moordpoging op diegene die de familienaam te schande zou maken door een homoseksuele relatie te zijn aangegaan. Eerwraak wordt in Turkije echter keihard bestraft en dergelijke moorden hebben in de afgelopen jaren in de Turkse media tot grote verontwaardiging geleid. Eerwraak maakt overigens geen onderdeel uit van de islam, maar is een culturele kwestie.
In 2012 hebben de politieke partijen BDP en Republikeinse Volkspartij (CHP) een voorstel gedaan om het zogeheten homohuwelijk in te voeren.
Ook in de meeste andere Turkstalige landen, zoals Azerbeidzjan, Kazachstan en Kirgizië is homoseksualiteit niet verboden en is een vergelijkbare ondergrondse beweging actief, met name in Bakoe en Almaty. In deze landen is de maatschappelijke druk op homo's echter nog zwaarder dan in Turkije. In de Turkstalige landen Oezbekistan en Turkmenistan is enkel homoseksueel gedrag tussen mannen verboden en gelden milde straffen, die niet of nauwelijks worden verstrekt. In de praktijk zijn homoseksuelen en transseksuelen in deze laatste twee, zeer conservatieve, landen echter niet veilig.

### In Nederland en Vlaanderen
In Nederland verloopt de acceptatie van homoseksualiteit onder moslims relatief goed. Nederlandse moslims staan vrij positief ten opzichte van homoseksualiteit. Uit onderzoek blijkt dat de tolerante opstelling van de autochtone bevolking een positief effect heeft op de islamitische bevolking. Toch verloopt homoacceptatie van moslims met name binnen hun familie soms moeizaam. Vaak hebben islamitische homojongeren wel een familielid met wie ze kunnen praten, maar durven ze in eerste instantie niet hun ouders in te lichten. Zij zijn bang om buitengesloten te worden. Toch bestaat er een ondergrondse en bovengrondse beweging van homoseksuele moslims die proberen een plek te vinden.
Sinds 2008 zijn Turkse homo's en lesbiennes zichtbaarder op Nederlandse tv en media, onder meer door de werkgroep Pink Istanbul. Elk jaar is er in Amsterdam een groot Turks homofeest onder de naam Pink Istanbul in Paradiso (Amsterdam). Pink Istanbul zorgde vanaf het begin voor samenwerking en zichtbaarheid met in Nederland bekende namen uit de lgbt-uitgaans- en kunstwereld, en maakte jonge Turkse homoseksuelen zichtbaar als rolmodel. De groep sloeg ook voor het eerst een brug naar Istanbul en organiseerde daar het kunst- en debatprogramma Pink Amsterdam met een groot feest. Bekende tv- en mediapersoonlijkheden lieten zich op deze feesten zien en de bespreekbaarheid en zichtbaarheid namen toe. In 2012 voer er een Turkse homoboot mee tijdens de Amsterdam Canal Pride, onder meer georganiseerd door Pink Istanbul.